# Comuna Luțenkî, Lohvîțea
Luțenkî (în ucraineană Луценки) este o comună în raionul Lohvîțea, regiunea Poltava, Ucraina, formată din satele Luțenkî (reședința) și Nove.

## Demografie
Componența lingvistică a comunei Luțenkî
     Ucraineană (98,6%)
     Rusă (1,4%)
Conform recensământului din 2001, majoritatea populației comunei Luțenkî era vorbitoare de ucraineană (98,6%), existând în minoritate și vorbitori de rusă (1,4%).